# NetBEUI
NetBEUI é  um acrônimo para NetBIOS Extended User Interface (Interface de Usuário Estendida NetBIOS). Ele é uma versão melhorada do protocolo NetBIOS usado por sistemas operacionais de rede tais como LAN Manager, LAN Server, Windows for Workgroups, Windows 95 e Windows NT. Systek desenvolveu o NetBIOS para a IBM PC Network. NetBEUI foi estendida pela IBM para seu PC LAN Program e a Microsoft para o MS-NET em 1985. Mais tarde em 1987 a Microsoft e a Novell o estenderam para seus sistemas operacionais de rede LAN Manager e Netware.
No início e na terminologia da IBM o protocolo foi chamado NetBIOS. NetBEUI tem sido trocado pelo TCP/IP nas redes modernas.
Ao contrário do TCP/IP, o NetBEUI foi concebido para ser usado apenas em pequenas redes, e por isso acabou tornando-se um protocolo extremamente simples, que tem um bom desempenho e não precisa de nenhuma configuração manual, como no TCP/IP. Em compensação, o NetBEUI pode ser usado em redes de no máximo 255 micros e não é roteável, ou seja, não é permitido interligar duas redes com ele. É possível manter o NetBIOS activo junto com o TCI/IP ou outros protocolos, neste caso os clientes tentarão se comunicar usando todos os protocolos disponíveis.
Apesar de suas limitações, o NetBEUI ainda é bastante usado em pequenas redes, por ser fácil de instalar e usar, e ser razoavelmente rápido.

## Disponibilidade
A Microsoft abandonou oficialmente o suporte a partir do Windows XP, mas está incluído no CD-ROM do Windows XP e pode ser instalado manualmente. O Windows Vista não inclui suporte para NetBEUI (significa NBF), mas os drivers de suporte para Windows XP NetBEUI podem ser usados.